# Stictopisthus maroccanus
Stictopisthus maroccanus är en stekelart som beskrevs av Schwenke 1999. Stictopisthus maroccanus ingår i släktet Stictopisthus och familjen brokparasitsteklar. Inga underarter finns listade i Catalogue of Life.